# Félix Scalais
Félix Scalais CICM (Burdinne, 6 december 1904 - aldaar, 17 augustus 1967) was vanaf 1953 een apostolisch vicaris van het vicariaat-generaal Leopoldstad en titulair bisschop van Casio en dan vanaf 1959 aartsbisschop van het Aartsbisdom Leopoldstad (eerst in het toenmalige Belgisch-Congo, na de onafhankelijkheid van 30 juni 1960 in de Republiek Congo).
Scalais trad op 8 september 1924 in bij de Missionarissen van Scheut. Hij studeert in Rome en promoveert tot doctor in de filosofie en theologie. Scalais werd priester gewijd op 17 augustus 1930. Hij vertrok op 25 augustus 1933 op missie naar Belgisch-Congo. Hij is eerst actief als leraar in Kalewe en wordt vervolgens provinciaal overste in Leopoldstad. Ook daar volgde hij Joris Six op op 29 juni 1953 als apostolisch vicaris van Leopoldstad. Enkele maanden later wordt hij titulair bisschop van Casio gewijd op 6 september 1953. In 1959 kon hij Joseph Malula wijden als zijn adjunct, en werd hij zelf de eerste aartsbisschop van Leopoldstad gewijd op 10 november 1959. In 1960 werd hij voorzitter van de raad van bestuur van de universiteit Lovanium toen deze een eigen juridisch statuut kreeg en Honoré Van Waeyenbergh als voorzitter aftrad. In 1962 nam hij als metropolitaan aartsbisschop van Leopoldstad deel aan het Tweede Vaticaans Concilie. Daar waren heel wat Scheutisten uit Congo naast Scalais: Jan Van Cauwelaert als bisschop van Inongo, Bernard Mels als metropolitaan aartsbisschop van Luluaburg, André Jacques als bisschop van Boma, Georges Kettel als bisschop van Kabinda en Frans Van den Bergh als bisschop van Lisala.
Op 7 juli 1964 trad Scalais af, en werd zo de laatste missiebisschop. Hij vond het nodig na de onafhankelijkheid van Congo een Congolees als aartsbisschop toe te laten, dit werd zijn voormalige adjunct Mgr. Joseph Malula. Zelf werd hij door paus Paulus VI benoemd tot titulair aartsbisschop van Aquensis in Numidia. De bisschopszetel Aquensis in het toenmalige Numidië zijn nu ruïnes die in het noorden van Tunesië worden aangeduid als Henchir-El-Hammam. Scalais overleed in zijn geboortedorp in België.